# 卡特里娜·斯维特
卡特里娜·斯维特（英语：Katrina Swett）生于1955年10月8日，是兰托斯人权和正义基金会（Lantos Foundation for Human Rights and Justice）主席。 她还是一名美国教育工作者，2012年至2013年，2014年至2015年担任美国国际宗教自由委员会主席。 在2002年的美国中期选举中，她作为民主党候选人参加了新罕布什尔州第二选区的国会选举，但没有成功。

## 早期生活、教育和事业
卡特里娜·斯维特，出生於加利福尼亞州舊金山

斯威特是第二代美国人。她的父亲、已故国会议员汤姆·兰托斯是犹太人大屠杀幸存者，她的母亲安妮特·蒂勒曼·兰托斯（Annette Tillemann Lantos）在二战后从匈牙利来到美国。她有一个妹妹，安妮特（Annette）。
她14岁就跳过高中进入大学，后来转到耶鲁大学，在那里她和姐姐安妮特是一名学生。1974年，18岁的她在加州大学黑斯廷斯法学院获得政治学学位，1976年获得法学博士学位。21岁时，她加入了当时的美国参议员乔·拜登的参议院司法委员会。2006年，她在南丹麦大学获得历史学博士学位，主要研究人权和美国外交政策。
她是美国大使和前国会议员理查德·斯维特的妻子，也是已故国会议员汤姆·兰托斯的女儿，汤姆·兰托斯是咨询公司斯维特联合公司（Swett Associates, Inc）的副总裁。 她在耶鲁认识了理查德·斯维特，并在那里主要与Jeffrey R. Holland进行互动而成为了耶稣基督后期圣徒教会的一员。 卡特里娜和理查德于1980年结婚，他们有7个孩子，住在新罕布什尔州的Bow。

## 奖项
2009年，斯威特被授予匈牙利共和国的荣誉勋位骑士十字勋章，以表彰她在布达佩斯建立了汤姆·兰托斯研究所(Tom Lantos Institute)，继续她已故父亲为当地少数民族的利益所做的工作。2016年在她回到匈牙利，与研究所及其他100位获得匈牙利国家奖项者抗议匈牙利政府对 Zsolt Bayer的表彰，他是一个作家、出版人、公众演说家和青年民主主义者联盟－匈牙利公民联盟党员，她认为他的言辞是反犹主义、反穆斯林、反罗姆人的。
2016年杨百翰大学国际法律与宗教研究中心和J. Reuben Clark法学院授她国际宗教自由奖，以表彰她在促进和维护宗教自由方面的杰出贡献。

## 政治生涯
斯威特在她父亲的两次国会竞选活动中都担任竞选负责人。她是一名国会工作人员，首先是立法助理，然后是参议院司法委员会刑事司法小组的副法律顾问。
她与前助理国务卿伊丽莎白·塔姆波共同主持WMUR-TV电视台9频道的政治脱口秀《超越政治》（Beyond Politics）。她在2002年与现任共和党众议员查尔斯·巴斯(Charles Bass)竞选时得票率不足41%，落后16%。
她是2004年喬·李伯曼竞选总统时的全国联席主席。她指责韦斯利·克拉克将军在2003年伊拉克战争中违背了伊拉克決議，并将基地组织与伊拉克联系在一起。2006年，她支持喬·李伯曼成功连任国会参议员，当时他独立对抗民主党参选人内德·拉蒙特和共和党候选人艾伦·施莱辛格。

### 2002年美国众议院竞选
她在2002年竞选国会议员，试图重新夺回她丈夫之前的席位，但没有成功。卫斯理·克拉克将军支持她，他是在担任歐洲盟軍最高司令时认识她的，当时生活在丹麦。她得到了父母的經濟支持，还有南希·佩洛西、普利茲克家族的John和Lisa、舊金山監督委員會、她的丈夫、沃伦·赫尔曼、赫伯特·桑德勒夫妇、史蒂芬·斯皮尔伯格、凯特·卡普肖、大衛·葛芬，还有其他的加州知名人士为她提供支助。

### 2008年美国参议院竞选

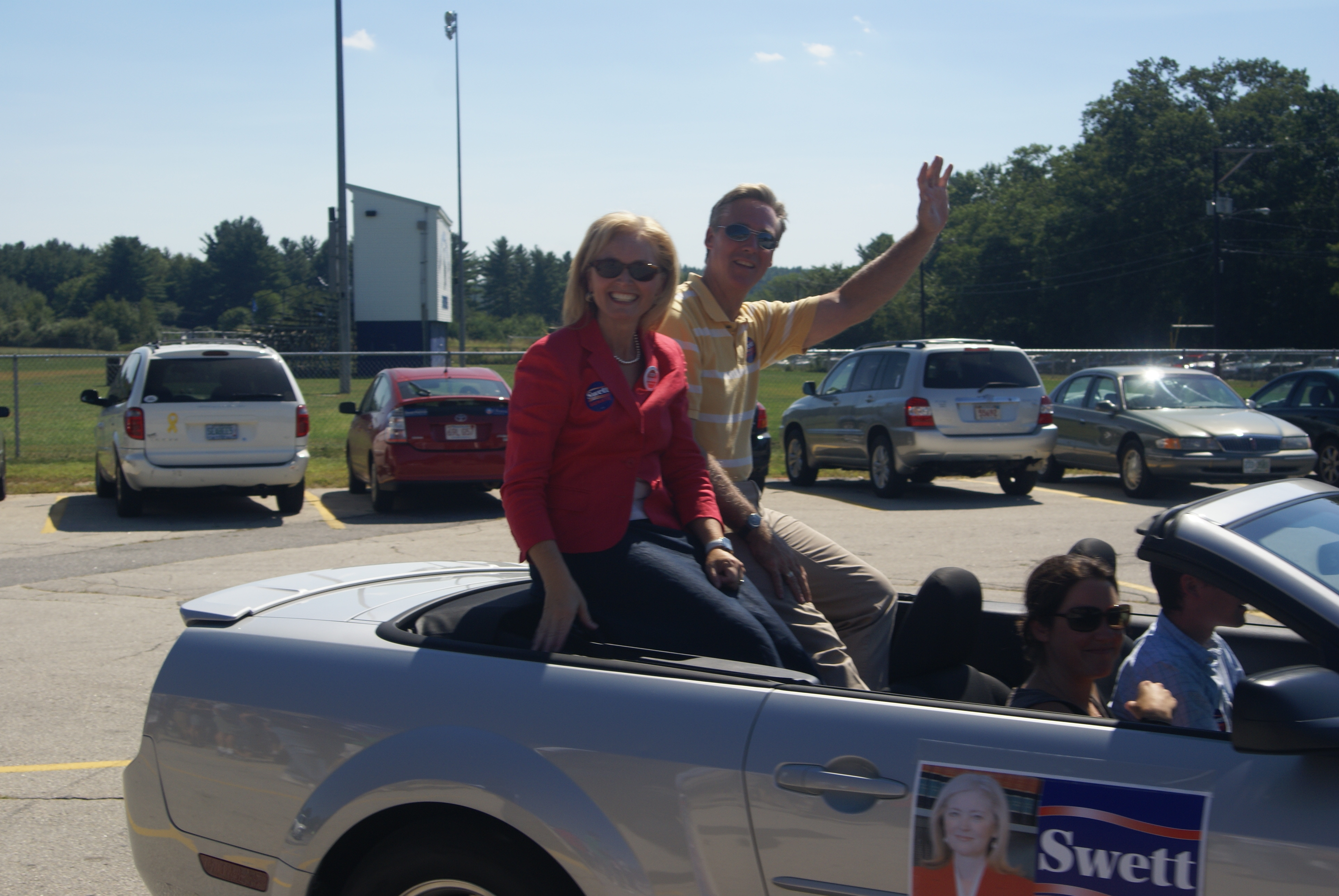
2008年米尔福德劳动节游行上的卡特里娜和迪克·斯维特

2007年1月18日，卡特里娜·斯威特宣布参加2008年新罕布什尔州的美国参议院选举，希望成为民主党候选人，取代爭取連任的现任共和党參議員约翰·E·苏努努，她开始为2008年参议院竞选筹款。在前州长、2002年提名的珍妮·沙欣宣布参选后，斯威特退出竞选，并支持沙欣，她最终赢得了选举。

### 2010年美国众议院竞选
2010年1月14日，卡特里娜·斯威特宣布参加2010年新罕布什尔州第二国会选区的民主党国会初选。她更左倾的对手安·麦克莱恩·库斯特赢得了初选，但库斯特在大选中败给了共和党对手查尔斯·巴斯。
安·库斯特赢得了2012年美国众议院选举。